# Leisure City
Leisure City és una concentració de població designada pel cens dels Estats Units a l'estat de Florida. Segons el cens del 2000 tenia 22.152 habitants.

## Demografia
Segons el cens del 2000, Leisure City tenia 22.152 habitants, 6.063 habitatges, i 5.044 famílies. La densitat de població era de 2.508,2 habitants/km².
Dels 6.063 habitatges en un 50,1% hi vivien nens de menys de 18 anys, en un 54,7% hi vivien parelles casades, en un 21% dones solteres, i en un 16,8% no eren unitats familiars. En el 12,7% dels habitatges hi vivien persones soles el 4,3% de les quals corresponia a persones de 65 anys o més que vivien soles. El nombre mitjà de persones vivint en cada habitatge era de 3,65 i el nombre mitjà de persones que vivien en cada família era de 3,94.
Per edats la població es repartia de la següent manera: un 36,2% tenia menys de 18 anys, un 10,9% entre 18 i 24, un 30,1% entre 25 i 44, un 16,5% de 45 a 60 i un 6,3% 65 anys o més.
L'edat mediana era de 27 anys. Per cada 100 dones de 18 o més anys hi havia 98,1 homes.
La renda mediana per habitatge era de 29.091 $ i la renda mediana per família de 29.277 $. Els homes tenien una renda mediana de 22.320 $ mentre que les dones 18.619 $. La renda per capita de la població era de 9.966 $. Entorn del 22,4% de les famílies i el 25% de la població estaven per davall del llindar de pobresa.

## Poblacions més properes
El següent diagrama mostra les poblacions més properes.